# Gumball varázslatosan furcsa világa
A Gumball varázslatosan furcsa világa egy rajzfilmsorozat, amit a Cartoon Network és az HBO Max fog levetíteni 2025 október 6.-án. A sorozat valójában a Gumball csodálatos világa című sorozat 7. évada. A hetedik évadnak összesen 40 része, és az első epizódjának angol neve pedig 'The Burger' (A burger) lesz.

## Előzetes
A sorozatból a Cartoon Network hivatalos csatornája kiadott egy előzetest 2025. május 19.-én, ahol a két testvér, Gumball, a 12 éves macska, illetve az ő legjobb barátja és egyben testvére, Darwin, az órájuk ébresztésére virradnak fel, és arra lesznek figyelmesek, hogy az egész szobájuk tele van porral. Ezután Darwinnak eszébe jut, hogy iskolába kell menniük, és hogy el fognak késni. A szobában jelenlévő por mennyisége miatt Gumball ezután tüsszent egyet (ami miatt az egész környék megtisztul), és megkérdezi, hogy mennyi az idő. Darwin megnézi az órát, de meglepődöttségében el is ejti azt, és közli, hogy már hét éve késnek az iskolából. Emiatt mindketten majdnem elkezdenek ordítani, amiből csak annyi jön ki, hogy Gumball ásít egyet, azután mondja, hogy még 5 percre biztosan van idejük visszamenni az ágyba, és emiatt a két testvér visszafekszik aludni.